# 脊椎側彎症
脊椎側彎症（せきついそくわんしょう、英：scoliosis）とは、脊椎（背骨）が側方に彎曲する病気である。「脊柱側彎症」（せきちゅう―）や、簡易慣用字体を用いた「側弯」表記も多く見られる。「側湾」は誤記。
側方への彎曲以外に、前後に彎曲した後彎症もある。

## 概要
脊椎は、体の側面から見ると前後にカーブしているが、これは生理的彎曲という正常な状態である。一方で、正常な状態であれば正面あるいは背面から見ると脊椎はまっすぐに伸びている。しかし、側方（横方向）に彎曲したり、脊椎がねじれている場合があり、これらを脊椎側彎症または側彎症と呼ぶ。
- 脊椎がねじれながら横に彎曲する側彎症
- 後方に凸に曲がる後彎
- 側彎と後彎が合併した後側彎症

の3つに分けられる。
痛みを伴うことは稀なため初期における発見は難しく、ある程度成長してしまってから気がつく場合が多い。

## 原因
側彎症は、原因に応じて以下のように分類される。

### 特発性側彎症
特発性側彎症とは、原因の分からない側彎症の総称である。この特発性側彎症が側彎症の80-85%を占めている。
発症時期により、
- 乳幼児側彎症 - 3歳以下で発症し、男児に多い
- 学童期側彎症 - 4～9歳に発症し、進行する例が多く見られる
- 思春期側彎症 - 10歳以降に発症し、多くは女子

に細分され、脊椎側彎症の多くが思春期脊椎側彎症であることから、小学校4年生から中学校3年生までの間が特に注意が必要とされる。およそ1:7の割合で女子に多く、その中でも初経前後の女子に多く発症し、やせ形の女子中学生でも発症しやすく、かばんの種類や睡眠時間などの生活習慣は関係ない。
体の発育や成長が止まるまで進行し続ける傾向があることから、発症年齢が若く、残っている成長期間が長いほど進行する可能性が高く、一般的に、骨成長が成熟期に達すると側弯が急速に進行することは無くなる。

### 先天性側彎症
胸郭不全症候群などの先天的または発育段階に生じた脊椎の異常によって発症する。

### 神経原性側彎症
脳や脊髄の異常によって発症する。

### 筋原性側彎症
筋肉の異常により正常な姿勢を保てないことによって発症する。

### 間葉性側彎症
マルファン症候群やエーラス・ダンロス症候群にみられる。

### 神経線維腫症I型
神経線維腫症I型にみられる。

### 外傷性側彎症
外傷を負ったことにより発症する。

### 位置的頭蓋変形症
向き癖などによって乳児の頭の形がゆがんでしまう位置的頭蓋変形症（英：positional skull deformity）に伴って発症する。特に、頭位性斜頭症（英：positional plagiocephaly）に多くみられる。

## 健康への影響

### 外見上の問題
側方に彎曲するだけでなく、椎体自体がねじれながら彎曲するため、やがて肋骨も変形し、凸側の肋骨が後方に張りだすと、女性の場合は乳房が左右不均等になったり、背中が出っ張るなど容姿に影響する。それらの体や姿勢の変形により、劣等感や羞恥心など心に影響を与える場合もある。

### 内臓機能の低下
胸の圧迫と変形による呼吸器障害・循環器障害など内臓にも影響を及ぼす。進行すると凸側の肋骨の前後がつぶれるように変形し、肺、心臓などの臓器を圧迫することで影響が出る。側彎が70度を超えた場合は肺活量が極度に減少し、90度を超えると肺や心臓の機能にも大きく影響し平均余命が短くなるといわれる。

### 腰痛
腰椎は、肋骨がなく、主に筋肉と靭帯により支えられるため、胸椎よりも負担が大きい。また、椎間板への影響もあり、側彎が45度を超えると椎間板への負担が不均等となり、椎間板の痛み、腰痛の原因となる。

## 脊柱検査
予防方法はわかっておらず、早期発見によって非観血的治療を行うことに利点がある。

### 日本
日本では、乳幼児や学校の健康診断で脊柱検査が行われており、1980年（昭和55年）頃よりモアレ検査による検診が普及し、早期発見が可能になった。学校保健安全法の改正により、2016年度から運動器検診（家庭で評価ののち学校医による視触診が実施され総合判定）が学校健診の必須項目に加えられた。

### アメリカ
側彎リサーチ学会（英：Scoliosis Research Society (SRS)）、米国整形外科学会（英：American Academy of Orthopedic Surgeons (AAOS)）、北米小児整形外科学会（英：Pediatric Orthopedic Society of North America (POSNA)）、米国小児科学会（英：American Academy of Pediatrics (AAP)）は、共同声明の中で
- 女性には、10歳と12歳の2回
- 男性には、13～14歳の1回

側彎検査を行うことを推奨している。

## 治療

40度程度

レントゲン写真などから彎曲の程度（コブ角/Cobb angle）を測り、おおむね
- 軽度（25度未満）
- 中度（20度〜40度程度）

- 高度（50度以上）

の三段階に分類し、軽度では定期的なレントゲン撮影による経過観察を継続する。

### 装具療法

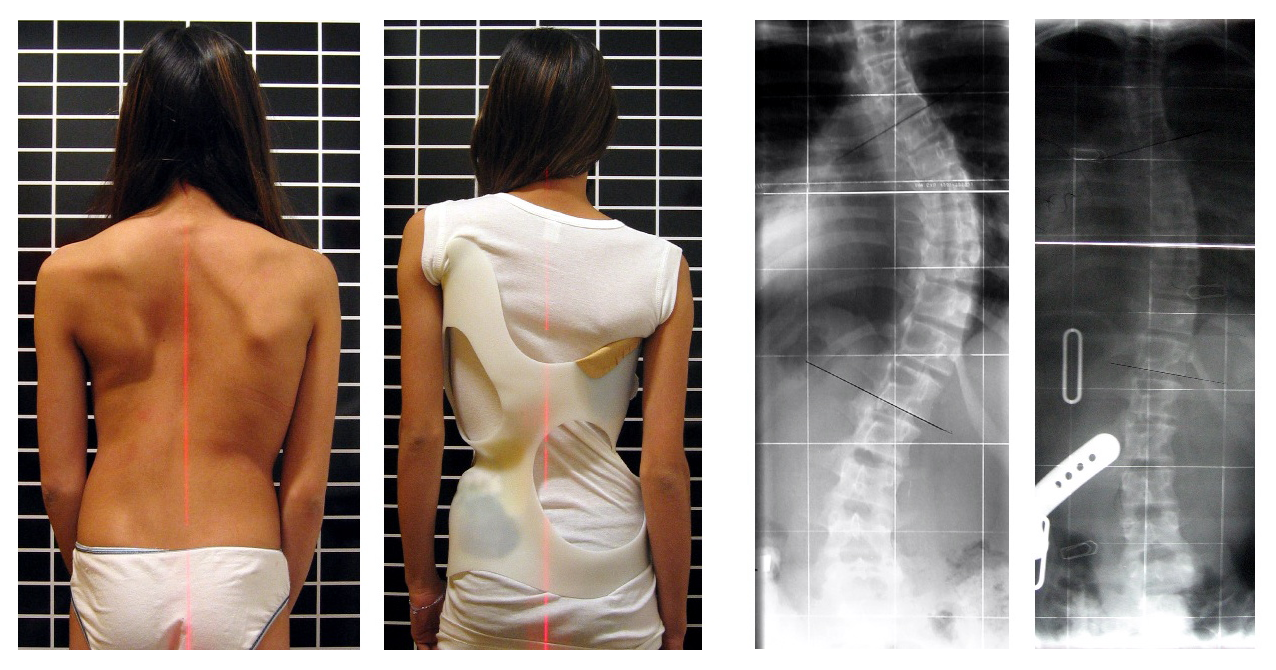
装具による矯正の例（56度から27度に改善）

20度～50度までは、写真のような専用の装具（Milwaukee brace , underarm brace 等）による装具療法が行われることが多い。観血的治療は、通常装具療法での矯正が不十分な場合、変形が著しい場合に行われる。

### 手術

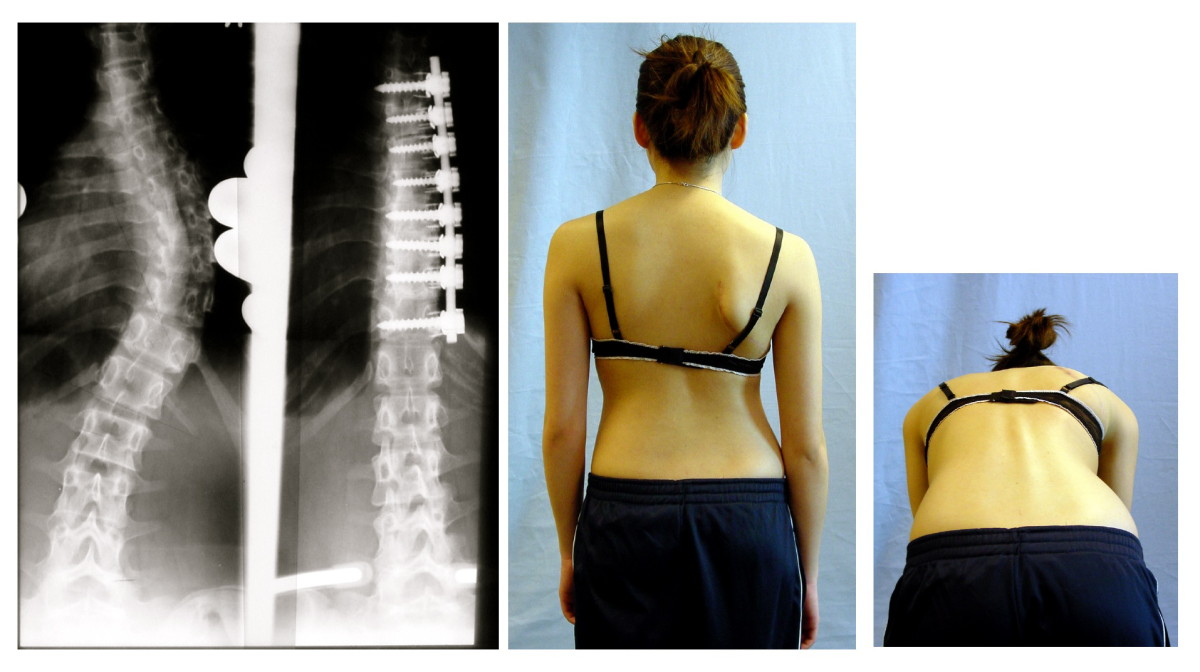
手術による矯正の例

50度以上と診断されると、スクリューやロッドを挿入して脊柱を矯正する外科手術を行う。
- 矯正固定術
- VBT（Vertebral Body Tethering）
- グローイング・ロッド（英：Growing Rod）
- ベプター（Vertical Expandable Prosthetic Titanium Rib（VEPTR））
- Shilla
- ApiFix[19]

### 民間療法
日本側彎症学会では、装具による矯正治療と手術が必要であるとし、運動療法が有効だという客観的なデータはいまだに発表されておらず、徒手矯正、マッサージなども無効としている。
シンガポールでは、自然療法による改善・進行防止の処置を行う専門クリニックがある。

### 筋肉の強化
脊椎側彎症が原因の肉離れに悩まされていたウサイン・ボルトは、走行中に骨盤が揺れることでハムストリングスに負担がかかっていることが判明したため、背骨を守るためバイエルン・ミュンヘンのチームドクターの指導で腹筋、背筋、大殿筋など骨盤周辺の筋肉を3年かけて強化した。これによりレーニング中の怪我が減少したことに加え、推進力を生む蹴り上げる力も強化され後の活躍につながった。同時にカイロプラクティック・ケアによっても支えられた。

## 著名な患者
- リチャード3世 (イングランド王) - 遺骨の鑑定によりこの病気が確認された。
- ウサイン・ボルト
- ユージェニー・オブ・ヨーク王女 - エリザベス2世女王の孫。手術痕が見えるウェディングドレスを選んだ[23]。